# Tomasz Stamirski
Tomasz Stamirski (ur. 1954) – polski koszykarz, występujący na pozycji obrońcy, mistrz Polski.

## Osiągnięcia
Klubowe
- Mistrz Polski (1973)